# Lights of New York
Lights of New York è un film diretto da Bryan Foy e prodotto dalla Warner Bros. nel 1928.
È stata la prima pellicola interamente parlata nella storia del cinema.

## Trama
Il film narra la storia di un ragazzo di campagna che a New York si trova invischiato nei loschi traffici di un gangster.